# Splachnum paradoxum
Splachnum paradoxum là một loài rêu trong họ Splachnaceae. Loài này được R. Br. mô tả khoa học đầu tiên năm 1823.